# Adelobotrys adscendens
Adelobotrys adscendens är en tvåhjärtbladig växtart som först beskrevs av Olof Swartz, och fick sitt nu gällande namn av José Jéronimo Triana. Adelobotrys adscendens ingår i släktet Adelobotrys och familjen Melastomataceae. Inga underarter finns listade i Catalogue of Life.